# Kỳ nhông sừng đảo Cedros
Kỳ nhông sừng đảo Cedros (danh pháp hai phần: Phrynosoma cerroense) là một loài thằn lằn trong họ Phrynosomatidae. Loài này được Stejneger mô tả khoa học đầu tiên năm 1893.